# Dick Helling
Dick Helling (Zaandam, 22 september 1950 – Krommenie, 30 december 2018) was een Nederlands voetballer.

## Levensloop
Helling werd geboren in Zaandam, als middelste in een gezin met drie kinderen. Hij begon als profvoetballer bij ZFC. In 1971 ging hij naar Telstar en vervolgens werd hij in 1975 gekocht door Ajax. Onder Hans Kraay sr. en Rinus Michels speelde Helling regelmatig. Onder de opvolger van Michels; Tomislav Ivić, raakte hij in seizoen 1976/77 op een zijspoor. Vanaf november 1976 werd hij verhuurd aan zijn oude club Telstar. In augustus 1977 vervolgde hij zijn loopbaan bij FC Volendam, waar hij tot 1985 bleef spelen.
Helling maakte in zijn profcarrière in totaal 32 doelpunten in de Eredivisie, waarvan verschillende volgens de Helling-kick; een snoeiharde halve omhaal-volley. Dieptepunt bij Ajax was voor Helling het missen van een cruciale strafschop in 1975 tegen Levski-Spartak in Sofia in de derde ronde in de UEFA Cup 1975/76. Thuis was met 2–1 gewonnen, uit was de stand na 90 minuten en na verlenging ook 2–1, maar wel in het voordeel van de Bulgaren. In de tweede helft van de verlenging werd Helling voor Pim van Dord ingebracht om een van de penalty's in de naderende strafschoppenserie te nemen; want op trainingen miste hij zelden. Dick schoot echter de bal hoog over het doel, terwijl alle Bulgaren raakschoten. Ajax was uitgeschakeld.
Helling overleed eind 2018 op 68-jarige leeftijd in een hospice in Krommenie.

## Carrièrestatistieken
| Seizoen         | Club            | Land            | Competitie      | Competitie | Competitie | Beker | Beker | Internationaal | Internationaal | Overig | Overig | Totaal | Totaal |
| Seizoen         | Club            | Land            | Competitie      | Wed.       | Dlp.       | Wed.  | Dlp.  | Wed.           | Dlp.           | Wed.   | Dlp.   | Wed.   | Dlp.   |
| --------------- | --------------- | --------------- | --------------- | ---------- | ---------- | ----- | ----- | -------------- | -------------- | ------ | ------ | ------ | ------ |
| 1966/67         | ZFC             | Nederland       | Tweede divisie  | –          | 0          | –     | –     | 0              | 0              | 0      | 0      | –      | 0      |
| 1967/68         | ZFC             | Nederland       | Tweede divisie  | –          | 0          | –     | 0     | 0              | 0              | 0      | 0      | –      | 0      |
| 1968/69         | ZFC             | Nederland       | Tweede divisie  | –          | 0          | –     | 0     | 0              | 0              | 0      | 0      | –      | 0      |
| 1969/70         | ZFC             | Nederland       | Tweede divisie  | –          | 6          | –     | 0     | 0              | 0              | 0      | 0      | –      | 6      |
| 1970/71         | ZFC             | Nederland       | Tweede divisie  | –          | 11         | –     | 0     | 0              | 0              | 0      | 0      | –      | 11     |
| 1971/72         | Telstar         | Nederland       | Eredivisie      | –          | 0          | –     | 0     | 0              | 0              | 0      | 0      | –      | 0      |
| 1972/73         | Telstar         | Nederland       | Eredivisie      | –          | 0          | –     | 0     | 0              | 0              | 0      | 0      | –      | 0      |
| 1973/74         | Telstar         | Nederland       | Eredivisie      | –          | 6          | –     | 0     | 0              | 0              | 0      | 0      | –      | 6      |
| 1974/75         | Telstar         | Nederland       | Eredivisie      | –          | 4          | –     | 1     | 0              | 0              | 0      | 0      | –      | 5      |
| 1975/76         | Ajax            | Nederland       | Eredivisie      | 21         | 0          | 3     | 0     | 5              | 0              | 2      | 0      | 31     | 0      |
| 1976/77         | Ajax            | Nederland       | Eredivisie      | 0          | 0          | 0     | 0     | 0              | 0              | 0      | 0      | 0      | 0      |
| 1976/77         | Telstar         | Nederland       | Eredivisie      | 17         | 2          | 1     | 1     | 0              | 0              | 0      | 0      | 18     | 3      |
| 1977/78         | FC Volendam     | Nederland       | Eredivisie      | –          | 9          | 1     | 1     | 0              | 0              | 0      | 0      | –      | 10     |
| 1978/79         | FC Volendam     | Nederland       | Eredivisie      | –          | 1          | –     | 0     | 0              | 0              | 0      | 0      | –      | 1      |
| 1979/80         | FC Volendam     | Nederland       | Eerste divisie  | –          | 11         | 1     | 0     | 0              | 0              | –      | 0      | –      | 11     |
| 1980/81         | FC Volendam     | Nederland       | Eerste divisie  | –          | 6          | –     | 0     | 0              | 0              | 0      | 0      | –      | 6      |
| 1981/82         | FC Volendam     | Nederland       | Eerste divisie  | –          | 4          | –     | 0     | 0              | 0              | 0      | 0      | –      | 4      |
| 1982/83         | FC Volendam     | Nederland       | Eerste divisie  | –          | 5          | –     | 0     | 0              | 0              | 0      | 0      | –      | 5      |
| 1983/84         | FC Volendam     | Nederland       | Eredivisie      | –          | 6          | –     | 0     | 0              | 0              | 0      | 0      | –      | 6      |
| 1984/85         | FC Volendam     | Nederland       | Eredivisie      | –          | 4          | –     | 1     | 0              | 0              | 0      | 0      | –      | 5      |
| Carrière totaal | Carrière totaal | Carrière totaal | Carrière totaal | –          | 75         | –     | 4     | 5              | 0              | –      | 0      | –      | 79     |